# Bahnhof Hiroshima
Der Bahnhof Hiroshima (jap. 広島駅, Hiroshima-eki) befindet sich im Stadtbezirk Minami der japanischen Stadt Hiroshima in der Präfektur Hiroshima.

## Linien
Hiroshima wird von den folgenden Linien bedient:
- JR San’yō-Shinkansen
- JR San’yō-Hauptlinie
- JR Kure-Linie
- JR Kabe-Linie
- JR Geibi-Linie
- Straßenbahn Hiroshima Hauptstrecke (Linien 1, 2, 5, 6)

## Beschreibung der Anlage
Der Bahnhof Hiroshima hat zwei Haupteingänge. Den Nordeingang (auch Shinkansen Eingang) und den Südeingang. Bis zur Eröffnung der Shinkansen-Züge im Jahr 1975 wurde der Shinkansen-Eingang auch als Nordeingang bezeichnet. Ein Fußgängertunnel verbindet den Bereich vor dem Shinkansen Eingang mit dem Südeingang. Der Bahnhof ist barrierefrei und bietet Aufzugs- und Rolltreppenzugänge an mehreren Eingängen.

## Nutzung
Im Jahr 2006 nutzten im Durchschnitt täglich ca. 70.000 Personen die JR-Linien an diesem Bahnhof.

## Geschichte
Am 10. Juni 1894 wurde der Bahnhof von der San'yō Tetsudō (山陽鉄道, wörtlich: „San'yō-Eisenbahn“), eröffnet. Am 25. September 1897 bat der Bahnhof erstmals Zugverbindungen nach Tokuyama an. Im Dezember 1906 wurde der Bahnhof verstaatlicht. Am 6. August 1945 wurde das Bahnhofsgebäude von den Atombombenabwürfen auf Hiroshima und Nagasaki zerstört. Im Dezember 1965 wurde das aktuelle Bahnhofsgebäude fertiggestellt und am 1. April 1987 wurde der Bahnhof zurück in private Hände genommen. Im Mai 2017 wurde der alte Südeingang des Bahnhofs geschlossen und der neuer Südeingang eröffnet.